# Fritz Cremer
Fritz Cremer (Arnsberg, 22 ottobre 1906 – Berlino, 1º settembre 1993) è stato uno scultore e grafico tedesco.

## Biografia
Orfano a 16 anni, nel 1925 inizia a lavorare come scalpellino. Nel 1929 grazie a una borsa di studio dello stato di Essen studia alla Scuola Statale Unitaria di arti libere e applicate a Berlino. Tra il 1937 e il 1938 è borsista all'Accademia Tedesca di Villa Massimo.
Dopo la guerra ottiene una cattedra di professore all'Università di arti applicate di Vienna. Iscritto al Partito Comunista fin dal 1929, nel 1950 decide di trasferirsi a Berlino Est. Qui viene nominato membro dell'Accademia Tedesca delle Arti, diventandone nel 1974 vice-presidente.
La sua arte è strettamente legata e influenzata dal suo credo politico, e sono frequenti le opere in ricordo dell'Olocausto, tra cui la sua opera più nota, il monumento commemorativo agli internati del lager del Buchenwald Memorial.